# Марія Ілляшенко
Марія Ілляшенко (* 2 грудня 1983, Київ) — чеська поетка, письменниця, перекладачка та редакторка українського походження, лауреатка премії Тома Стоппарда (2023).

## Життєпис
Марія Ілляшенко народилася в Києві в українській родині з польським і чеським корінням. 1991 року її родина емігрувала до Поліце-над-Метуї в Чехії. Закінчила літературну компаративістику та східноєвропейські студії на Філософському факультеті Карлового університету.

### Творчість
У 2015 році видала поетичну книжку Осип прямує на південь (Osip míří na jih), що була номінована на премію Magnesia Litera 2016 у номінації «Відкриття року» за «Культурний, історичний і суспільний внесок, що виявляється в усій книжці та показує єврейські, біблійні, центрально- або східноєвропейські контексти.»
Її вірші перекладено англійською, німецькою, польською, угорською, українською та іншими мовами. Пише також оповідання, есеї та публікує регулярні колонки на сайті iLiteratura.cz. За есей «Я всюдисуща» у 2023 році отримала премію Тома Стоппарда.
Перекладає з польської та української здебільшого сучасну поезію, як редакторка уклала книжку репортажів про війну в Україні «Хліб з мінного поля» (Slovart, 2022). Для Чеського радіо підготувала декілька програм про українську поезію.
Живе в Празі, працює редакторкою та перекладачкою.

### Поезія
- Осип прямує на південь (Osip míří na jih) (Host, 2015)
- Св. Outdoor (Sv. Outdoor) (Host, 2019)
- Osip podąża na południe (WBPiCAK, 2022)

### Антології, збірники (вибране)
- Dryák ředěný Vltavou (Městská knihovna v Praze, 2016)
- Nejlepší české básně (Host, 2018; 2019)
- Sąsiadki. 10 poetek czeskich (Wydawnictwo Warstwy, 2019)
- Itt minden tele van zenével. 35 kortárs cseh költő. (Petőfi Kulturális Ügynökség, Budapest, 2021)
- Come Closer. The Biennale Reader (Tranzit, Praha 2022)
- De sombra y terciopelo: Diecisiete poetas checas (1963—1988) (Vaso Roto, 2022)
- Každý ji zná tak bude maskovaná. 66 současných básní o Praze od 56 českých básníků a básnířek (Malvern, Praha, 2022)
- Milá Mácho (Větrné mlýny, 2022)
- Střepy (Český rozhlas, 2022)
- Babylonská věž (Babylon, Praha, 2023)
- Teflon 29, summer — autumn, 2023